# Thomas Ngijol
Thomas Ngijol, né le 30 octobre 1978 dans le 12e arrondissement de Paris, est un humoriste, acteur et réalisateur français.
Spécialisé dans le stand-up, il s'est fait connaître du grand public au sein du Jamel Comedy Club.

## Biographie

### Débuts et révélation comique
D'origine camerounaise, fils de Gilbert Ngijol, sociologue, et de Crescence Ngijol, infirmière, il est né à Paris et a grandi à Maisons-Alfort, dans le Val-de-Marne, en banlieue parisienne. Il a trois frères. Dans les années 2000, il travaille à l'école primaire du groupe scolaire Aimé et Eugénie Cotton de Bonneuil-sur-Marne, dans le Val-de-Marne comme animateur. Il rencontre ensuite Dieudonné en participant aux cours de café-théâtre donnés au théâtre de la Main d'Or à Paris.
Il est remarqué pendant le festival Juste pour rire de Nantes avec un hommage particulier à Richard Pryor. Il joue ensuite quelque temps au Moloko à Paris. Il a écrit un one-man-show intitulé Bienvenue qu'il a joué dans de petites salles parisiennes avant de se faire remarquer par Kader Aoun. Ce dernier lui ouvrira les portes du Jamel Comedy Club, dont il est l'un des membres fondateurs, durant trois ans.
Parallèlement, il est à l'affiche d'une comédie produite et réalisée par Alex Alabaz du collectif Kourtrajmé, Les Abyssiens. Et côté télévision, il se fait connaître sur Canal+, dans l'émission Le Grand Journal, avec une rubrique quotidienne pendant deux saisons (2006-2008). Ses sketches les plus connus sont Un Superman noir !, Les jeux olympiques d'hiver ?, Le Bac et Mon retour du Cameroun !.
En septembre 2008, il rejoint l'émission de Stéphane Bern Le Fou du roi sur France Inter,.  Ses apparitions lui permettent de booster son premier spectacle de stand-up post-Jamel Comedy Club, qui débute en 2009, A block.
Fin 2008, il quitte le Jamel Comedy Club, en jouant et co-écrivant avec ses camarades Blanche Gardin et Fabrice Éboué une série de huit épisodes intitulée Inside Jamel Comedy Club. Celle-ci, aussi créée et produite par Jamel Debbouze, imagine les coulisses de leur troupe comique en tournée en France, et est diffusée sur Canal+ Family début 2008[réf. nécessaire], puis sur Canal+ à l'été 2009.
Lors de la Coupe du monde de football 2010, il présente en compagnie de Darren Tulett l'émission Ils se foot du monde, sur la chaîne Comédie !. Peu avant la compétition, il est invité par le sélectionneur Paul Le Guen à passer une dizaine de jours avec l'équipe du Cameroun de football, pour faire le « lien entre la Bretagne et le Cameroun, entre un staff de Caucasiens et des Noirs », durant la préparation des Lions indomptables.

### Passage au cinéma

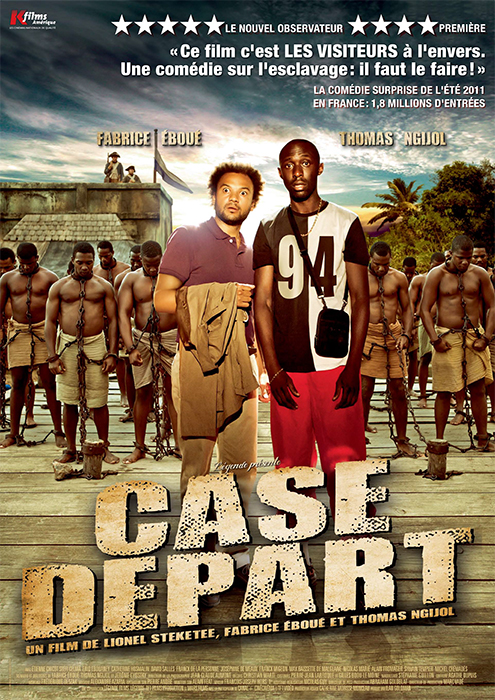
Thomas Ngijol réalise avec Fabrice Éboué Case départ, qui est un succès à sa sortie.

En octobre 2010, il passe au cinéma en co-écrivant et co-réalisant son premier film avec son confrère et complice Fabrice Éboué, intitulé Case départ, une comédie populaire sur l'esclavage, thème rarement traité ainsi dans le cinéma français, dont l'action se passe aux Antilles, à la fin du XVIIIe siècle. Il en est également l'un des acteurs principaux. Ce film, un succès en salles, est « une bonne surprise » d'après les médias français.
Parallèlement, il tient des rôles secondaires dans d'autres comédies : en 2008, la satire Vilaine, de Jean-Patrick Benes et Allan Mauduit ; puis en 2011, la romance La Chance de ma vie, de Nicolas Cuche.
À l'occasion du festival de Cannes 2012, il est nommé parrain du prix de la jeunesse.
L'année 2014 est chargée : en février, sort d'abord dans les salles françaises sa seconde collaboration avec Fabrice Éboué : il se contente de jouer dans la satire Le Crocodile du Botswanga tandis que son camarade officie toujours au scénario et à la mise en scène. Le film fonctionne bien au box-office.
Durant l'été, il dévoile ensuite la comédie Fastlife, son premier film en tant qu'unique scénariste, réalisateur et tête d'affiche. Le nom du personnage principal, Ebagué, est une référence à son nom au Cameroun. Cette satire du milieu sportif lui permet de s'entourer de Karole Rocher, Julien Boisselier, Olivier Marchal et Kaaris. Le film déçoit la critique et au box-office.
Il peut néanmoins compter sur son retour sur les planches, pour son second one-man-show, Thomas Ngijol 2 : le spectacle est un succès à travers la France, qu'il vient défendre dans de multiples salles, et durant les années suivantes. En 2016, il poursuit ainsi les représentations au théâtre du Châtelet, à Paris.
En mai 2018, il revient sur Canal+ pour animer Selon Thomas, quatre émissions-évènement de 26 minutes chacune où il parodie l'actualité et reçoit différents artistes de son choix.
Le 20 février 2019, son long-métrage Black Snake, co-réalisé avec sa femme Karole Rocher, sort dans 259 salles. Il termine sa carrière en salles après seulement cinq semaines, comptabilisant 174 422 entrées. C'est l'un des plus gros échecs pour un film français en 2019.

### Polémique
En novembre 2019, le youtuber CopyComic publie une vidéo où il révèle des similitudes des sketchs de Thomas Ngijol et ceux de divers humoristes américains dont Eddie Murphy et Chris Rock. L'humoriste répond dans la foulée au youtubeur anonyme sur son compte Instagram où il compare notamment le comportement de CopyComic à celui des collaborateurs antisémites lors de la Seconde Guerre mondiale,, ce qui est comparé à un point Godwin.

### Vie privée
Sa compagne, l'actrice Karole Rocher, donne naissance à une fille, Angelina, en juin 2014, juste avant la sortie du film Fastlife. Le 8 décembre 2017, elle accouche d'une seconde fille, Carmen. En février 2019, Thomas Ngijol annonce son mariage avec Karole Rocher. Il considère les filles de Rocher, Barbara (née en 1996) et Gina (née en 2001) comme ses filles également.

## Filmographie

### Acteur

#### Cinéma
- 2008 : Vilaine de Jean-Patrick Benes et Allan Mauduit : Innocent
- 2011 : La Chance de ma vie de Nicolas Cuche : Vincent
- 2011 : Case Départ de lui-même, Fabrice Éboué et Lionel Steketee : Joël
- 2011 : Sans pudeur ni morale  de Jean-Pascal Zadi
- 2014 : Le Crocodile du Botswanga de Fabrice Éboué et Lionel Steketee : Bobo Babimbi
- 2014 : Fastlife de lui-même : Franklin
- 2019 : Black Snake de lui-même  et Karole Rocher : Black Snake
- 2020 : Les Cobayes d'Emmanuel Poulain-Arnaud : Adam
- 2020 : Bullit et Riper d'Olivier Baroux : Toni Marquez
- 2022 : Fratè de Karole Rocher et Barbara Biancardini : Dumé
- 2025 : Indomptables de lui-même : Commissaire Billong

#### Télévision
- 2010 : Du hard ou du cochon ! (série télévisée) : détective McSpade
- 2012 : Bref. (série télévisée), épisode 53 Y'a des gens qui m'énervent : lui-même
- 2014-2015 : Frères d'armes (série télévisée historique) de Rachid Bouchareb et Pascal Blanchard : présentation de  Moman Diop, un des « 188 de Chasselay » (25e régiment de tirailleurs sénégalais)
- 2025 : F*ckin' Fred : Comme un Léopard (faux documentaire) de Clément Cotentin : lui-même
- 2025 : Empathie de Florence Longpré : Mortimer

### Réalisateur
- 2011 : Case Départ (coréalisé avec Fabrice Éboué et Lionel Steketee)
- 2014 : Fastlife
- 2018 : Black Snake (coréalisé avec Karole Rocher)
- 2025 : Indomptables

### Doublage
- 2009 : Le Chihuahua de Beverly Hills (Beverly Hills Chihuahua) de Raja Gosnell : Montézuma (voix française)
- 2016 : Zootopie (Zootopia) de Byron Howard, Rich Moore et Jared Bush : Yax (voix française)

## Spectacles
- 2006 : Bienvenue
- 2007 : Le Jamel Comedy Club Envahit Le Casino De Paris
- 2009 :  A block
- 2014 :  2
- 2021 : L’œil du Tigre

## Émissions de télévision
- 2006 à 2008 : Jamel Comedy Club
- 2006 à 2008 : Le Grand Journal (saisons 3 et 4) :  Le top 5
- 2008 : Inside Jamel Comedy Club : lui-même
- 2010 : Ils se foot du monde
- 2010 : Le Grand Journal (saison 7) : Commentaires humoristiques sur l'actualité politique de la semaine
- 2018 : Selon Thomas (Canal +)[28]
- 2025: Empathie (Mortimer)

## Musique
- 2011 : featuring sur le titre La Crise de l'album Action ou vérité du groupe FRER 200
- 2007 : featuring sur le titre S-Ketulassan, de l'album Val 2 Marne Rider de Aelpéacha
- 2011 : featuring sur le titre Tu vas marcher de l'album Le Lubrifiant de Aelpéacha
- 2010 : featuring sur l'introduction de l'album L'Architecte de Driver
- 2009 : featuring sur le titre Finis le fond de l'album Celibatape de MSJ
- 2009 : featuring sur le titre Fallait me prévenir de l'album Chargé de Aelpéacha
- 2019 : apparition sur le clip de White snake freestyle d'Orelsan (BO du film Black Snake)